# Planet Her
Planet Her es el tercer álbum de estudio de la cantante y rapera estadounidense Doja Cat, lanzado por Kemosabe y RCA Records el 25 de junio de 2021. El álbum cuenta con apariciones especiales de The Weeknd, Young Thug, Ariana Grande, JID y SZA, así como la producción de colaboradores frecuentes Yeti Beats y Tizhimself, entre otros.
Lleva el nombre del planeta ficticio creado por Doja Cat en el que todas las especies y razas del espacio coexisten en armonía. Ella enfatizó el aspecto visual del disco y lo describió como su proyecto más cautivador visualmente hasta el momento, priorizando su cohesión al asegurar que cada video musical asociado ocurra en diferentes lugares del planeta.
El sencillo principal del álbum, «Kiss Me More» con SZA, fue lanzado el 9 de abril de 2021 y alcanzó el top cinco en el Billboard Hot 100 en los Estados Unidos, así como en Canadá, el Reino Unido y Australia. El segundo sencillo, «You Right» con The Weeknd, se anunció el 22 de abril y se lanzará a la radio de éxito contemporáneo el 29 de junio. El primer sencillo promocional, «Need to Know», fue lanzado el 11 de junio de 2021, para luego ser lanzado como el tercer sencillo comercial del álbum, el 31 de agosto de 2021. El cuarto sencillo del álbum Woman, fue lanzado el 1 de octubre de 2021 y Get Into It (Yuh) se lanzó a la radio como el quinto y último sencillo del álbum el 11 de marzo de 2022..

## Antecedentes
Doja Cat lanzó su segundo álbum de estudio Hot Pink en noviembre de 2019 y pasó la mayor parte de 2020 promocionando el álbum y sus sencillos. Introdujo por primera vez el concepto de «Planet Her» durante la secuencia de apertura de su actuación en los MTV Video Music Awards 2020, donde se hizo pasar por un comentarista de televisión y declaró «Presentándose en directo en Planet Her es Doja Cat. ¡Disfruten!". Después de la presentación, le dijo a MTV que su tercer álbum de estudio sin título incorporaría múltiples géneros musicales, incluyendo dancehall, afrobeat, funk,house y EDM y también dijo que cada canción tiene su propia "personalidad". Más tarde, en septiembre de 2020, Doja Cat reveló que su tercer álbum de estudio estaba completo y "listo" para su lanzamiento. También le dijo a iHeartRadio en diciembre que tiene una serie de características y colaboraciones, y que cada canción tiene un "tipo de vibra diferente" entre sí. A fines de diciembre de 2020, Doja Cat comenzó a burlarse del álbum en Twitter, usando la frase "Planet Her 2021".
El 5 de enero de 2021, Doja Cat siguió a ocho músicos en su cuenta de Twitter y posteriormente tuiteó «Siguiéndolos por una razón. Adivina por qué.», En alusión a inminentes colaboraciones con los artistas seguidos. El título del álbum, Planet Her, fue confirmado en una entrevista con la revista estadounidense V en marzo de 2021. La pista «Kiss Me More», con SZA, fue confirmada en la misma entrevista. «Kiss Me More» se convirtió en el sencillo principal del álbum; fue lanzado el 9 de abril de 2021. Encabezó las listas en Nueva Zelanda, Malasia y Singapur, y también alcanzó el top 5 en los Estados Unidos, Canadá, Reino Unido, Australia y otros siete países. En el mismo mes, Doja Cat reveló que la canción «You Right» con The Weeknd serviría como el segundo sencillo de Planet Her. La pista «Need to Know» también fue revelada al mismo tiempo. El 8 de junio de 2021, Doja Cat anunció que «Need to Know» serviría como el primer sencillo promocional del disco, anunciando la fecha de lanzamiento el 11 de junio Al día siguiente, el 9 de junio, anunció la fecha de lanzamiento del álbum como el 25 de junio, la obra de arte y la lista de canciones a través de Instagram. El álbum estuvo disponible para pre-pedido el mismo día en que se lanzó «Need to Know» el 11 de junio de 2021.

## Música y letras
Planet Her es en gran parte un disco de rap Al igual que sus esfuerzos anteriores, Amala (2018) y Hot Pink (2019), el álbum fue elogiado por su versatilidad de género y la variedad de Doja Cat en la entrega vocal, y un crítico señaló que ella «cambia de forma a través de versos rápidos de rap y ganchos altísimos, deformando su entrega un poco o mucho según lo requiera la canción». El álbum comienza con «Woman», que fue descrita como un «himno romántico Afrobeat» en el que Doja Cat explora líricamente los diferentes roles que desempeña como mujer mientras detalla «las tensiones que dificultan la vida de las mujeres profesionales talentosas». Le sigue una canción de «con aires de reguetón» en «Naked» y luego un «banger de hiperpop» en «Payday» con el rapero estadounidense Young Thug. Descrita como «rap swag chillón», se notó que la canción «Get Into It (Yuh)» estaba influenciada por los primeros versos de rap de la rapera estadounidense Nicki Minaj, a quien Doja Cat hace referencia en la canción mediante la colocación de nombres. «I Don't Do Drugs» con la cantante estadounidense Ariana Grande fue descrita como una «balada perfecta de pop-rap». Se observó que la sucesión de las canciones «Love to Dream», «You Right» y «Been Like This» canalizaba los sentimientos de autocompasión. El «trillonésimo lote de frases sensuales» en Planet Her, «Imagine», fue identificado como el «corte profundo» del disco, ya que «entretiene sin decir mucho».

## Recepción de la crítica
Planet Her recibió críticas generalmente positivas de los críticos musicales. En Metacritic, que asigna una puntuación normalizada de 100 a las valoraciones de las publicaciones, el álbum recibió una puntuación media de 76 según doce reseñas, lo que indica «reseñas generalmente favorables». Craig Jenkins de Vulture describió Planet Her como el mejor álbum de Doja Cat hasta la fecha, y señaló que el disco «defiende a Doja como nuestra nueva reina suprema del pop» mientras «lanza una amplia red, deslizándose sin esfuerzo de un estilo a otro el siguiente». Él opinó, «Doja es un verdadero cofre de juguetes de ideas. Juega bien con los demás siempre y cuando sean capaces de mantenerse al día», y consideró si «escribe solo para hacer bops, o [si] está tan ansiosa por mostrar todo lo que es capaz de hacer que la versatilidad se convierte en la temática del álbum ¿centro? Es difícil de decir». Jenkins escribió que Planet Her es «la conclusión lógica» de lo que la rapera estadounidense Nicki Minaj «intentó por primera vez» en su álbum de estudio debut Pink Friday (2010), y también lo comparó con los álbumes de Ariana Grande Thank U, Next (2019). y Sweetener (2018) en el sentido de que utiliza la brevedad como «arma secreta». Meaghan Garvey de Billboard elogió la «versatilidad lúdica» del disco y señaló que Doja Cat «celebra su feminidad y se deleita con su sentido del humor».
En una reseña un poco más negativa, Gabrielle Sánchez de The A.V. Club escribió que el disco «carece de la originalidad con la que Doja se hizo famosa».

## Concepto

### Título

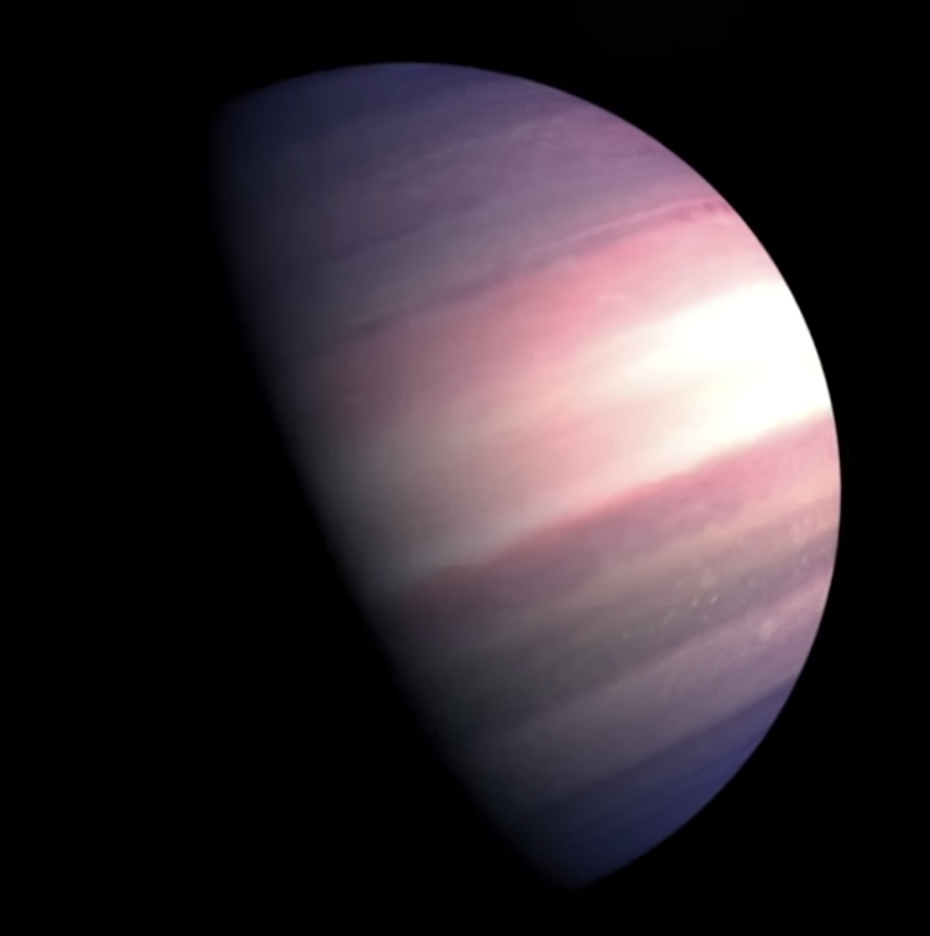
Doja Cat citó al planeta TOI 1338B como Planet Her.

En una entrevista con Audacy, Doja Cat explicó que el Planet Her es «el centro del universo» donde «todas las razas del espacio existen y es donde todas las especies pueden estar en armonía allí». Señaló que al nombrar el álbum Planet Her, "solo estaba tratando de ser linda" y aclaró que no es un planeta para mujeres ni una «cosa feminista». Doja Cat también declaró en la misma entrevista que los videos musicales de los sencillos del álbum ocurrirían en diferentes lugares de Planet Her. En una entrevista con iHeartRadio, describió el álbum como el proyecto visualmente más cautivador que jamás haya realizado, y señaló que, debido a que el álbum se enfoca en las relaciones, «no es una gran declaración, no es una declaración política. Es solo Planet Her, para niñas». El director creativo Brett Alan Nelson reveló que inicialmente se sintió preocupado cuando Doja Cat le dijo que quería que el disco «sintiera la era espacial», sin embargo, explicó más: «Estamos haciendo un estilo de futurismo que se siente fresco. No sabemos qué nos depara nuestro futuro real, por lo que estamos haciendo lo que es el futuro de Doja Cat. No se siente como si estuviéramos rindiendo homenaje a algo; no parece que estemos en el mismo tablero de Pinterest que todos los demás».

Creo que al principio, solo estaba tratando de ser sólida y ser lo que ya era un artista pop: lo que había visto en la televisión y lo que pensé que era lo correcto. Pero a medida que avanzo hacia esta era de Planet Her, quiero presentarle cosas a la gente en lugar de simplemente recrear y hacer refritos. Es más inspirador comenzar desde un punto más innovador.
Doja Cat en una entrevista

Doja Cat dijo que Planet Her es el primer disco que «se siente completamente suyo» y que «en lugar de esforzarse por ser un cierto tipo de estrella del pop, simplemente está encarnando una». Ella dijo que al igual que su disco anterior Hot Pink (2019), cada canción sería claramente diferente entre sí, pero habría más consistencia en Planet Her que en Hot Pink. Antes de su lanzamiento, Doja Cat expresó su entusiasmo por lanzar música R&B y «explorar diferentes carriles», y finalmente describió el álbum como «increíble».

### Portada del álbum
La portada del álbum fue filmada por el fotógrafo comercial estadounidense David LaChapelle y se reveló junto con el anuncio oficial y la lista de canciones del álbum.

## Desempeño comercial
Durante la semana anterior a su lanzamiento, Planet Her fue el álbum más guardado previamente en Apple Music. El primer día de lanzamiento de Planet Her registró 27,6 millones de reproducciones en Spotify, consiguiendo el récord de rapera femenina más escuchada en su primer día de debut. Tras  cinco días acumuló 113,4 millones de reproducciones en Spotify y consiguió la mejor semana de debut para un álbum de rap femenino en la historia de la plataforma. En Estados Unidos debutó en segunda posición en el Billboard 200, y número 1 en la lista de Billboard Top R&B/Hip-Hop Albums. A finales de 2021, Planet Her había vendido más de 1,500,000 unidades sólo en Estados Unidos.
En Australia se posicionó en el tercer puesto durante su semana debut, en Nueva Zelanda se mantuvo en el Top 3 durante 8 semanas y consiguió el número 1 en su octava semana. En UK Albums de Reino Unido debutó número 3 en su primera semana, así como número 4 en Irlanda. En Suecia, Dinamarca o Alemania también obtuvo un buen desempeño comercial al llegar al número 3 en las listas, y número 2 en Noruega y Canadá.  
Durante el transcurso de 2021, Doja Cat se ha posicionado como una de las artistas más escuchadas a nivel global, principalmente en Spotify, así como en otras plataformas (YouTube o Apple Music). Concretamente en Spotify se ha mantenido en el Top 10 artistas más escuchados, superando ampliamente los 60 millones de oyentes mensuales en dicha plataforma en el debut del álbum, y manteniendo cifras similares el resto del año. 

## Lista de canciones
| Planet Her - Edición estándar |                                        | |                                             |          |  |
| N.º                           | Título                                 | Escritor(es)                                                                                             | Productor(es)                               | Duración |  |
| 1.                            | «Woman»                                | Amala Dlamini, David Sprecher, Aaron Horn, Ainsley Jones, Linden Jay, Lydia Asrat y Jidenna Mobisson     | Linden Jay, Yeti Beats y Crate Classics     | 2:52     |  |
| 2.                            | «Naked»                                | Dlamini, Kurtis McKenzie, Alexander Shuckburgh, Marcus Erik Joons y Daniel Gustav Peter Tjaeder          | McKenzie y Al Shux                          | 3:43     |  |
| 3.                            | «Payday» (con Young Thug)              | Dlamini, Jeffery Lamar Williams y Ari Starace                                                            | Y2K                                         | 3:32     |  |
| 4.                            | «Get Into It (Yuh)»                    | Dlamini, Starace y Sheldon Yu-Ting Cheung                                                                | Y2K y Sully                                 | 2:18     |  |
| 5.                            | «Need to Know»                         | Dlamini y Lukasz Gottwald                                                                                | Dr. Luke                                    | 3:30     |  |
| 6.                            | «I Don't Do Drugs» (con Ariana Grande) | Dlamini, Grande, Starace y Cheung                                                                        | Y2K y Sully                                 | 3:08     |  |
| 7.                            | «Love to Dream»                        | Dlamini, McKenzie, Jamil Chammas y Khaled Rohaim                                                         | McKenzie, Digi y Rohaim                     | 3:36     |  |
| 8.                            | «You Right» (con the Weeknd)           | Dlamini, Abel Tesfaye y Gottwald                                                                         | Dr. Luke                                    | 3:06     |  |
| 9.                            | «Been like This»                       | Dlamini, Gerard A. Powell II, Aaron Bow y Sprecher                                                       | Tizhimself, Bow y Yeti Beats                | 2:57     |  |
| 10.                           | «Options» (con JID)                    | Dlamini, Destin Route, Starace y Mayer Hawthorne                                                         | Hawthorne e Y2K                             | 2:39     |  |
| 11.                           | «Ain't Shit»                           | Dlamini, Powell, Rogét Chahayed, McKenzie y Sprecher                                                     | Tizhimself, Chahayed, Yeti Beats y McKenzie | 2:54     |  |
| 12.                           | «Imagine»                              | Dlamini, Powell y Michael Hector                                                                         | Mike Hector y Tizhimself                    | 2:28     |  |
| 13.                           | «Alone»                                | Dlamini, Sprecher y Jay                                                                                  | Yeti Beats y Jay                            | 3:48     |  |
| 14.                           | «Kiss Me More» (con SZA)               | Dlamini, Solána Rowe, Powell, Sprecher, Gottwald, Chahayed, Carter Lang, Stephen Kipner y Terry Shaddick | Chahayed y Yeti Beats                       | 3:28     |  |
| 44:07                         |                                        | |                                             |          |  |

| Planet Her - Edición de lujo |                                         |                                              |                                 |          |  |
| N.º                          | Título                                  | Escritor(es)                                 | Productor(es)                   | Duración |  |
| 15.                          | «You Right» (extendida; con the Weeknd) | Dlamini, Tesfaye y Gottwald                  | Dr. Luke                        | 4:08     |  |
| 16.                          | «Up and Down»                           | Dlamini                                      | Kurtis Mckenzie                 | 2:31     |  |
| 17.                          | «Tonight» (con Eve)                     | Dlamini, Taneisha Jackson y Eve Jihan Cooper | Dlamini                         | 2:48     |  |
| 18.                          | «Ride»                                  | Dlamini                                      | Bandana Yeti Beats Ilana Armida | 2:56     |  |
| 19.                          | «Why Why» (con Gunna)                   | Dlamini y Sergio Giavanni Kitchens           | Y2K y Sully                     | 2:58     |  |
| 59:28                        |                                         |                                              |                                 |          |  |

## Charts
| Chart (2021)                            | Peak position |
| --------------------------------------- | ------------- |
| Australia (ARIA)                        | 2             |
| Austria (Ö3 Austria)                    | 6             |
| Bélgica (Ultratop flamenca)             | 6             |
| Bélgica (Ultratop valona)               | 14            |
| Canadá (Billboard Canadian Albums)      | 2             |
| Dinamarca (Hitlisten)                   | 3             |
| Países Bajos (Album Top 100)            | 3             |
| Finlandia (Suomen Virallinen Lista)     | 5             |
| Francia (SNEP)                          | 13            |
| Alemania (Offizielle Top 100)           | 29            |
| Irlanda (OCC)                           | 3             |
| Italia (FIMI)                           | 14            |
| Japón (Billboard Japan)                 | 61            |
| Lituania (AGATA)                        | 1             |
| Nueva Zelanda (RMNZ)                    | 1             |
| Noruega (VG-lista)                      | 2             |
| Eslovaquia (ČNS IFPI)                   | 90            |
| España (PROMUSICAE)                     | 13            |
| Suecia (Sverigetopplistan)              | 2             |
| Suiza (Schweizer Hitparade)             | 11            |
| Reino Unido (UK Albums Chart)           | 3             |
| Estados Unidos (Billboard 200)          | 2             |
| Estados Unidos (Top R&B/Hip-Hop Albums) | 1             |

### Year-end charts
| Chart (2021)                                         | Position |
| ---------------------------------------------------- | -------- |
| Australia (ARIA)                                     | 8        |
| Austria (Ö3 Austria)                                 | 56       |
| Bélgica (Ultratop Flanders)                          | 54       |
| Bélgica (Ultratop Wallonia)                          | 111      |
| Canadá (Billboard)                                   | 18       |
| Dinamarca (Hitlisten)                                | 17       |
| Países Bajos (Album Top 100)                         | 15       |
| Irlanda (IRMA)                                       | 17       |
| Italia (FIMI)                                        | 93       |
| Nueva Zelanda (RMNZ)                                 | 5        |
| España (PROMUSICAE)                                  | 78       |
| Suecia (Sverigetopplistan)                           | 35       |
| Reino Unido (OCC)                                    | 18       |
| Estados Unidos US Billboard 200                      | 20       |
| Estados Unidos US Top R&B/Hip-Hop Albums (Billboard) | 8        |

## Historial de lanzamientos
| Región      | Fecha               | Formato(s)                    | Versión  | Sello discográfico | Ref.          |
| ----------- | ------------------- | ----------------------------- | -------- | ------------------ | ------------- |
| Varios      | 25 de junio de 2021 | Descarga digital CD streaming | Estándar | Kemosabe RCA       | [ 93 ] [ 94 ] |
| Varios      | 26 de junio de 2021 | Descarga digital streaming    | De lujo  | Kemosabe RCA       | [ 95 ]        |
| Reino Unido | 6 de agosto de 2021 | CD                            | Estándar | RCA                | [ 96 ]        |